# Paul Blart: Mall Cop
Paul Blart: Mall Cop (br: Segurança de Shopping) é um filme norte-americano de 2009, dos gêneros comédia e ação estrelado por Kevin James. Dirigido por Steve Carr, foi lançado em 16 de janeiro de 2009. Seis anos depois, em 2015, o filme teve uma sequência: Paul Blart: Mall Cop 2.
Apesar de ter recebido críticas negativas, o filme foi um sucesso de bilheteria. Com um orçamento de 26 milhões, faturou 31,8 milhões em sua semana de estreia e cerca de 183 milhões de dólares no mundo inteiro.

## Sinopse
Paul Blart mora em West Orange, Nova Jersey , com sua filha adolescente, Maya, e sua mãe, Margaret. Aspirando para se juntar à Polícia do Estado de Nova Jersey , ele treina na academia de polícia, mas sua condição médica hipoglicêmica faz com que ele entre em colapso, portanto falhando no exame. Para se preparar para sua carreira, Blart trabalha como guarda de segurança no fictício West Orange Pavilion Mall.
Blart patrulha o shopping em um Segway para garantir que as coisas estejam seguras e limpas. Ele também treina Veck Simms, que é novo, mas não está interessado no trabalho. Enquanto isso, Blart se familiariza com Amy Anderson, a fornecedora de um novo quiosque. Ele a conhece uma noite em uma festa no Joe's American Bar and Grill com outros funcionários do shopping. As coisas inicialmente correm bem, mas Blart é desviado quando decide participar de um concurso de nacho com seu amigo Leon. A salsa quente e picante é mais do que Blart pode suportar, fazendo com que ele inadvertidamente beba várias bebidas alcoólicas. Ele arruína a festa e faz uma saída selvagem ao cair por uma janela.
Dois dias depois, na noite da Black Friday , uma gangue organizada de bandidos disfarçados de funcionários da Aldeia do Papai Noel começa o que parece ser um assalto a banco dentro do shopping. Eles tomam Amy e outros clientes no banco como reféns. Simms é revelado como o líder da gangue - seu trabalho de segurança no shopping era uma manobra para reunir inteligência. Eles estão mantendo os reféns como um seguro para a fuga da gangue. A tripulação forçou os compradores a sair do shopping e colocar estrategicamente sensores de movimento ao redor de cada entrada para detectar qualquer tentativa de entrar ou sair do prédio.
Blart faz uma pausa no fliperama e toca " Detroit Rock City " via Rock Band . Ele finalmente volta para o shopping e descobre que todo o shopping é evacuado e está em estado de emergência. Ao perceber isso, ele chama a polícia e sai do shopping para falar com o comandante sargento Howard. Blart percebe que Amy ainda está dentro depois de avistar seu carro no estacionamento, e decide voltar ao shopping para procurá-la. Uma equipe da SWAT estadual chega com o comandante James Kent no leme. Kent, um ex-colega de classe e valentão da infância de Blart, assume o controle das unidades policiais e ordena a Blart para deixá-los encarar a situação. Blart se recusa e tenta um resgate. Em desvantagem numérica e fisicamente superado, Blart se posiciona contra a tripulação de Simms usando medidas improvisadas para derrubá-los um a um. Ele descobre códigos de cartão de crédito escritos em tinta invisível nos braços dos assaltantes e percebe que seus planos reais vão além de roubar o banco.
Maya, inconsciente do que aconteceu, aparece no shopping em seu caminho para trazer um pouco de comida a Blart, mas os capangas restantes de Simms a agarram e a adicionam ao grupo de reféns. Blart consegue subjugar todos os cúmplices de Simms e tenta evacuar os reféns puxando-os através de um respiradouro. O plano falha quando Leon não se encaixa. Simms entra na sala, capturando Blart e forçando-o a desistir dos códigos de cartão de crédito que ele gravou em seu celular. Simms foge, levando Amy e Maya com ele. Enquanto a polícia invade o shopping para prender os criminosos e resgatar os reféns, Blart toma emprestada uma minivan e se junta a Kent para perseguir Simms até o aeroporto, onde ele está tentando fugir para as Ilhas Cayman .
Depois de uma breve briga, Blart domina Simms e lhe coloca as algemas. Momentos depois, no entanto, Kent puxa sua arma em Blart, revelando que ele estava em conluio com Simms. Kent exige que o telefone contenha os códigos de Blart, que recusa e destrói o telefone. Antes que Kent possa retaliar atirando em Blart, Chief Brooks, do time de segurança do shopping, chega e atira em Kent no braço. Kent e Simms são presos, e Amy e Maya são devolvidos em segurança. Por sua bravura e assistência, Howard oferece a Blart um emprego na Polícia do Estado de Nova Jersey. Blart recusa o serviço, preferindo permanecer na segurança do shopping. Blart e Amy acabam se casando no shopping, onde trocam votos em um conjunto de Segways preto e branco.

## Elenco
- Kevin James como Paul Blart
- Jayma Mays como Amy Anderson
- Keir O'Donnell como Veck Simms
- Raini Rodriguez  como Maya Blart
- Shirley Knight como Sra. Margaret Blart
- Stephen Rannazzisi como Stuart
- Peter Gerety como Chefe Brooks
- Bobby Cannavale como Comandante Kent
- Adam Ferrara como Sargento Howard
- Adhir Kalyan como Pahud
- Erick Avari como Vijay
- Jamal Mixon como Leon
- Allen Covert como Jerky Security Guy
- Bas Rutten como Drill Instructor
- Jason Ellis como Prancer
- Natascha Hopkins como Vixen
- Mike Vallely como Rudolph
- Gary Valentine como Cantor de Karaokê no Bar
- Jackie Sandler como Vendedora de Victoria's Secret

## Produção
A produção do filme começou no final de fevereiro de 2008 em Boston. As filmagens principais aconteceram no shopping Burlington Mall, de Burlington, Massachusetts, após o shopping Willowbrook Mall, de Wayne, Nova Jersey ter negado a permissão para as gravações. Do final de fevereiro até meados de abril, o shopping e suas lojas foram decorados com enfeites de Natal e havia um grande piscina de bolinhas no saguão principal do shopping perto da filial da Sears, além de uma Aldeia do Papai Noel nas extremidades opostas perto do Filial Macy, onde o shopping geralmente coloca sua própria Aldeia do Papai Noel. A maioria das cenas do filme foram gravados durante a noite. Algumas das cenas de ação e acrobacia aérea, como a de Blart sendo atacado no elevador panorâmico, foram realizadas no South Shore Plaza em Braintree, Massachusetts, já que a construção do Burlington Mall não permitia que algumas dessas de ação fossem realizadas.

## Sequência
A Sony manifestou interesse em produzir uma continuação do filme em janeiro de 2009. No início de 2014, foi confirmado que o estúdio estavam avançando e as filmagens começariam a serem rodadas em abril de 2014. Andy Fickman foi contratado para dirigir a sequência, enquanto Kevin James co-escreveu o roteiro ao lado de Nick Bakay e retornou para estrelar o papel principal.  A sequência foi intitulada Paul Blart: Mall Cop 2 e foi lançado em 17 de abril de 2015.

## Recepção
O Metacritic, que usa uma média ponderada, atribuiu ao filme uma pontuação de 39 em 100, baseado em 24 críticos, indicando críticas "geralmente desfavoráveis".